# باغ آلبالو (فیلم ۱۹۹۹)
باغ آلبالو (انگلیسی: The Cherry Orchard) فیلمی به کارگردانی مایکل کاکویانیس است.

## بازیگران
- شارلوت رمپلینگ
- آلن بیتس
- اندرو هاوارد
- فرانس دو لا تور
- جرارد باتلر
- ایان مک‌نیس
- ملانی لینسکی
- مایکل گاف
- اوون تیال
- زاندر برکلی
- توشکا برگن